# Bhojpur Dharampur
Bhojpur Dharampur is een nagar panchayat (plaats) in het district Moradabad van de Indiase staat Uttar Pradesh. 

## Demografie
Volgens de Indiase volkstelling van 2001 wonen er 24.395 mensen in Bhojpur Dharampur, waarvan 53% mannelijk en 47% vrouwelijk is. De plaats heeft een alfabetiseringsgraad van 32%. 